# Zvonko Živković
Zvonko Živković (Belgrád, 1959. október 31. –) jugoszláv válogatott szerb labdarúgó, csatár, edző.

## Pályafutása

### Klubcsapatban
1973-ban a Galenika Zemun korosztályos csapatában kezdte a labdarúgást, majd 1977-ben a Partizanban folytatta. 1978 és 1986 között a Partizan első csapatának a labdarúgója volt és két jugoszláv bajnoki címet szerzett az együttessel. 1986–87-ben a portugál Benfica, 1987–88-ban a nyugatnémet Fortuna Düsseldorf, 1988 és 1991 között a francia Dijon játékosa volt.

### A válogatottban
1982 és 1985 között öt alkalommal szerepelt a jugoszláv válogatottban és két gólt szerzett. Részt vett az 1982-es spanyolországi világbajnokságon.

### Edzőként
2004–05-ben Szerbia-Montenegró U19-es, 2006–07-ben Szerbia U19-es válogatottjának szövetségi kapitánya volt. 2010-ben a Metalac Gornji Milanovac vezetőedzője, 2012-ben a Partizan segédedzője volt. 2013-ban a Telepotik szakmai munkáját irányította.

## Sikerei, díjai
Partizan
- Jugoszláv bajnokság
  - bajnok (2): 1982–83, 1985–86

 Benfica
- Portugál bajnokság
  - bajnok: 1986–87
- Portugál kupa
  - győztes: 1987